# Folkets Bio

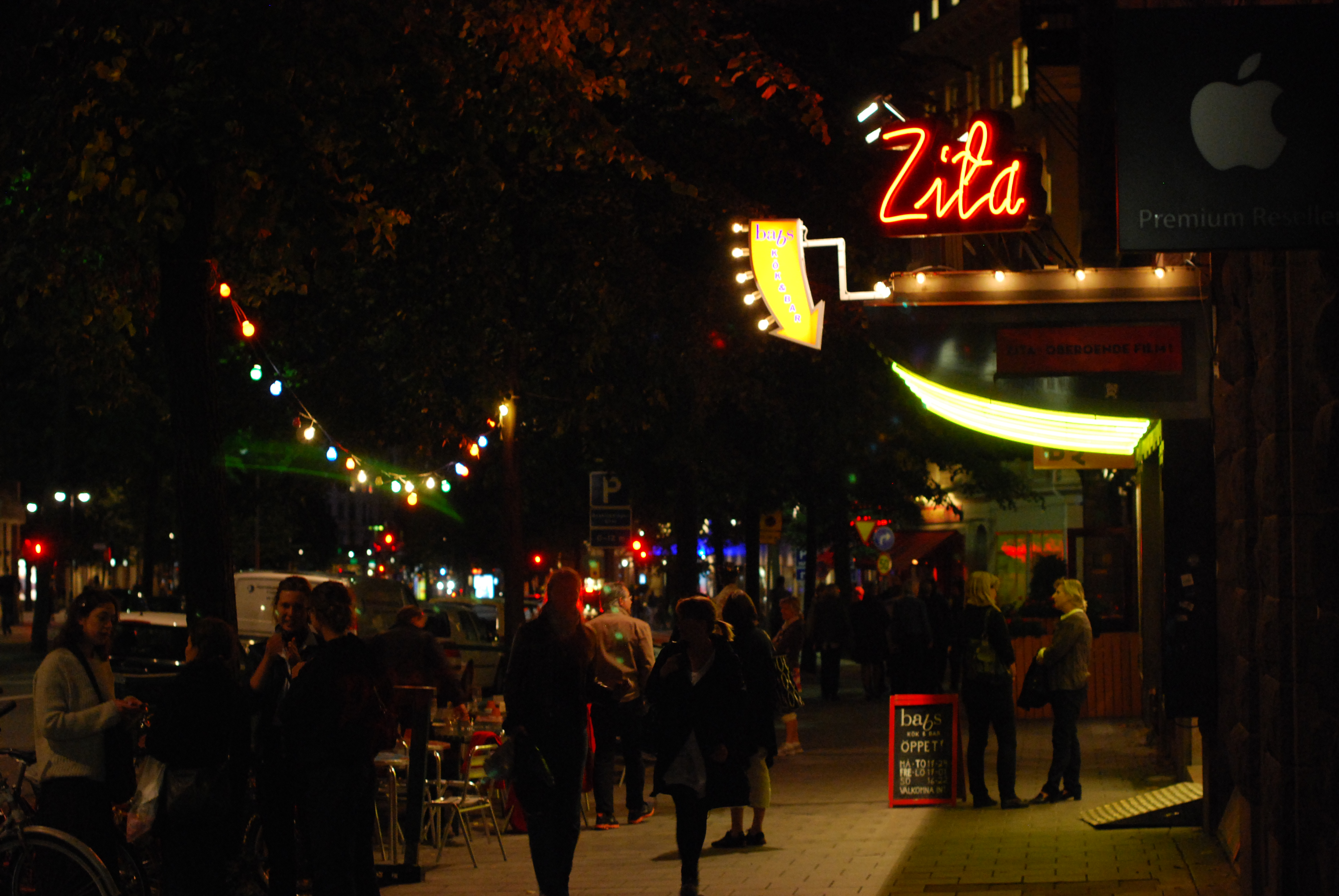
Biografen Zita i Stockholm, september 2009.

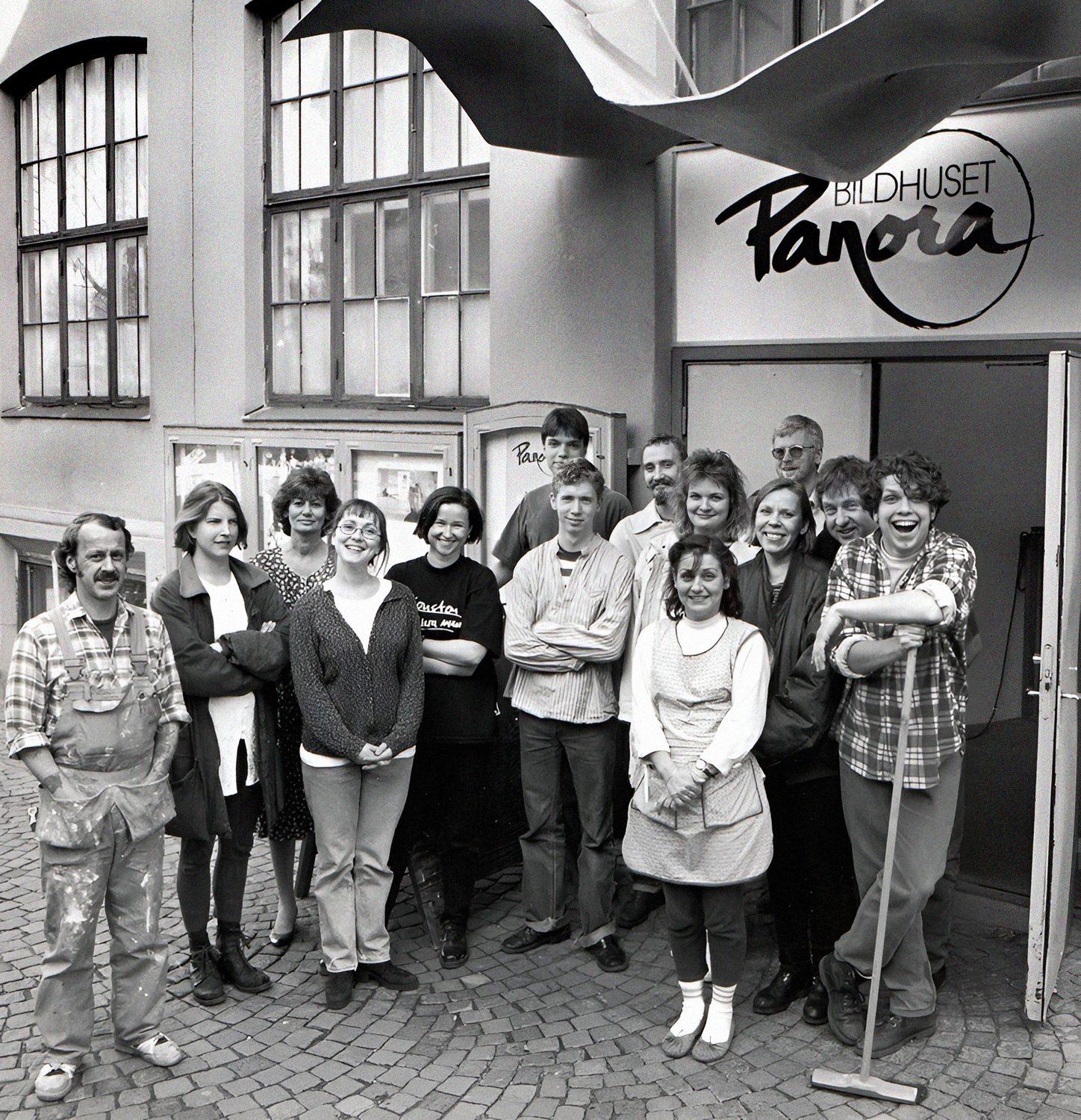
Medlemmar/anställda i Folkets Bios Malmö-avdelning Panora 1994 (1983–1993 Bian).

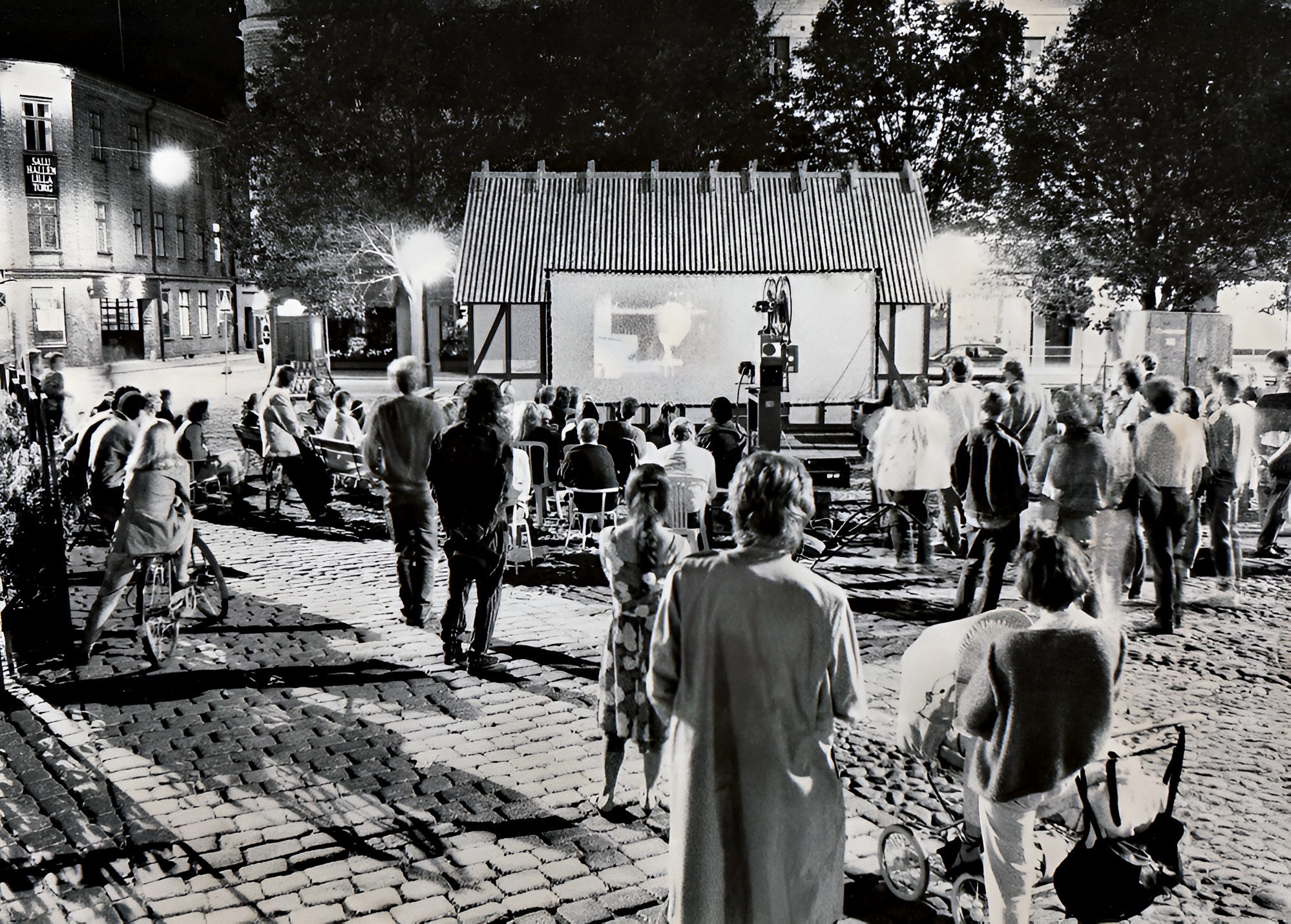
Folkets Bio anordnar friluftsvisningar, här på Lilla Torg i Malmö 1989.

Folkets Bio är en ideell kulturförening som importerar, distribuerar och visar film från hela världen. Man anordnar också festivaler och aktiviteter som fokuserar på att sätta filmerna i ett sammanhang. Riksföreningen distribuerar även film till andra biografer. 
Folkets Bio grundades år 1973 av filmregissörerna Stefan Jarl och Ulf Berggren för att skapa visningsmöjligheter för svensk film som produceras utanför de stora filmbolagen och dess motsvarigheter i världen. I början hade man stora ekonomiska problem och fick dessutom inte annonsera som biograf i Dagens Nyheter. Numera är organisationen mer förankrad.
Föreningen består av en riksförening, med huvudkontor på Bergsunds strand 39 i Stockholm, som äger distributionsbolaget samt olika lokalavdelningar som driver biograferna. De fysiska medlemmarna är alla med i riksföreningen och en lokalavdelning. Varje lokalavdelning är en egen ideell förening.
2020 finns 17 Folkets bio-avdelningar i Luleå, Umeå, Östersund, Uppsala, Stockholm, Västerås, Göteborg, Västra Frölunda, Tollered, Jönköping, Växjö, Visby, Lund, Malmö och Östra Vemmerlöv.